# Sisu (film)
Sisu is een Finse actiefilm uit 2022 geregisseerd door Jalmari Helander. De film ging op 9 september 2022 in première op Internationaal filmfestival van Toronto en ontving goede recensies met een score van 94% op Rotten Tomatoes. In de Verenigde Staten bracht de film $7.3 miljoen dollar op. De film werd uitgeroepen to Beste film op het Filmfestival van Sitges en won een Saturn Award voor Beste Internationale Film.

## Plot
In Fins Lapland tijdens de Tweede Wereldoorlog probeert een voormalige Finse commando en goudzoeker zijn goud veilig te stellen en zich te verdedigen tegen een Nazi-doodseskader onder leiding van een meedogenloze SS-officier.